# Луи дьо Бретан
Луи, херцог дьо Бретан (на френски: Louis, duc de Bretagne; * 8 януари 1707, † 8 март 1712) е френски принц от династията на Бурбоните.

## Биография
Той е правнук на Луи ХІV, внук на Великия дофин и втори син на Луи дьо Бургон, малкия дофин. Баща му е голямата надежда за следващ достоен крал на Франция. Майка му – савойската принцеса Мари Аделаид – е най-забавният човек в двора във Версай, любимка на краля и на всички останали. Двете им момченца, понякога описвани с думите „хубави като картинки“, също предизвикват всеобща радост.
За съжаление това хубаво семейство е сполетяно от внезапно нещастие. В началото на 1712 г. Мари Аделаид се разболява от дребна шарка и умира на 12 февруари. Последвана е на 18 февруари от сломения си съпруг. По този начин за около 20 дни Луи дьо Бретан е наследник на френския престол. Самият той също става жертва на болестта, а след смъртта му на петгодишна възраст престолонаследник става по-малкият му брат Луи, бъдещият Луи ХV. Тази последна надежда за запазването на кралския род оцелява като по чудо, заради което по-късно Луи ХV е наричан Многообичаният.
Драмата със смъртта на семейството на Луи дьо Бургон, както и на малкия херцог на Бретан, кара години по-късно Волтер да напише:
| „ | Това печално време остави толкова дълбоко впечатление в сърцата, че аз гледах как през малолетието на Луи ХV много хора говореха за тези кончини, проливайки сълзи. | “ |